# Nuculana carpenteri
Nuculana carpenteri är en musselart som först beskrevs av Dall 1881.  Nuculana carpenteri ingår i släktet Nuculana och familjen tandmusslor. Inga underarter finns listade i Catalogue of Life.